# Mateo Maraš
Mateo Maraš (født 17. december 2000 i Split, Kroatien) er en kroatisk håndboldspiller, som spiller for Tatabánya KC og Kroatiens herrehåndboldlandshold. Han skifter fra sommeren 2024 til den franske storklub Paris Saint-Germain Handball.
Han har repræsenteret Kroatien ved flere lejligheder, herunder EM i håndbold 2022 i Ungarn/Slovakiet, Sommer-OL 2024 i Paris og VM i håndbold 2025 i Kroatien/Danmark/Norge.